# Lavonne Idlette
Lavonne Idlette  (née le 31 octobre 1985 à Miami) est une athlète dominicaine, spécialiste du 100 mètres haies.

## Biographie
Son meilleur temps, de 12 s 96, a été obtenu en 2011. Elle bat son record personnel, et national, le 11 mai 2014 à Tokyo en 12 s 91.
Son record national est de 12 s 77 (+1,8 m/s) obtenu à Montverde (Floride) le 8 juin 2013.

### Palmarès
| Date | Compétition                                      | Lieu         | Résultat | Épreuve     | Temps   |
| ---- | ------------------------------------------------ | ------------ | -------- | ----------- | ------- |
| 2010 | Jeux d'Amérique centrale et des Caraïbes         | Mayagüez     | 7e       | 100 m haies | 13 s 83 |
| 2011 | Jeux panaméricains                               | Guadalajara  | 8e       | 100 m haies | 13 s 62 |
| 2012 | Championnats ibéro-américains                    | Barquisimeto | 3e       | 100 m haies | 13 s 24 |
| 2013 | Championnats d'Amérique centrale et des Caraïbes | Morelia      | 3e       | 100 m haies | 13 s 41 |
| 2014 | Championnats ibéro-américains                    | São Paulo    | 1re      | 100 m haies | 12 s 99 |
| 2014 | Championnats ibéro-américains                    | São Paulo    | 2e       | 4 × 100 m   | 46 s 58 |
| 2015 | Championnats NACAC                               | San José     | 5e       | 100 m haies | 13 s 01 |